# Megajoppa
Megajoppa är ett släkte av steklar. Megajoppa ingår i familjen brokparasitsteklar.
Kladogram enligt Catalogue of Life:
| Megajoppa | \| \| Megajoppa lineola \| \| \| \| \| \| Megajoppa rubrocyanea \| \| \| \| |
|           | \| \| Megajoppa lineola \| \| \| \| \| \| Megajoppa rubrocyanea \| \| \| \| |
|           | Megajoppa lineola                                                           |
|           |                                                                             |
|           | Megajoppa rubrocyanea                                                       |
|           |                                                                             |